# FK Zora Spuž
Fudbalski Klub Zora Spuž (Фудбалски Клуб Зора Спуж) – czarnogórski klub piłkarski z siedzibą w Spuž w gminie Danilovgrad, działający w latach 1922–2016. W trakcie sezonu 2015/16 klub wycofał się z rozgrywek Trećej ligi.

## Stadion
Klub rozgrywał swoje mecze domowe na stadionie Kod željezničke stanice w Spuž, który mógł pomieścić 3 tys. widzów.

## Sezony
| Sezon                          | Liga                                          | Poziom | Miejsce |
| Federalna Republika Jugosławii |                                               |        |         |
| 1999/00                        | Crnogorska liga                               | III    | 8       |
| 2000/01                        | Crnogorska liga                               | III    | ?       |
| 2001/02                        | Crnogorska liga                               | III    | 5       |
| 2002/03                        | Crnogorska liga                               | III    | 2       |
| Serbia i Czarnogóra            |                                               |        |         |
| 2003/04                        | Crnogorska liga                               | III    | 8       |
| 2004/05                        | Druga crnogorska liga                         | III    | 1       |
| 2005/06                        | Prva crnogorska liga                          | II     | 8 *     |
| Czarnogóra                     |                                               |        |         |
| 2006/07                        | Druga liga                                    | II     | 12      |
| 2007/08                        | Treća liga – Srednja regija (grupa centralna) | III    | 5       |
| 2008/09                        | Treća liga – Srednja regija (grupa centralna) | III    | 1       |
| 2009/10                        | Treća liga – Srednja regija (grupa centralna) | III    | 2       |
| 2010/11                        | Treća liga – Srednja regija (grupa centralna) | III    | 3       |
| 2011/12                        | Treća liga – Srednja regija (grupa centralna) | III    | 1       |
| 2012/13                        | Druga liga                                    | II     | 9       |
| 2013/14                        | Druga liga                                    | II     | 4 **    |
| 2014/15                        | Treća liga – Srednja regija (grupa centralna) | III    | 4       |
| 2015/16                        | Treća liga – Srednja regija (grupa centralna) | III    | 2 ***   |

 * W wyniku przeprowadzonego 21 maja 2006 referendum niepodległościowego zadeklarowano  zerwanie dotychczas istniejącej federacji Czarnogóry z Serbią (Serbia i Czarnogóra). W związku z tym po sezonie 2005/06  wszystkie czarnogórskie zespoły wystąpiły z lig Serbii i Czarnogóry, a od nowego sezonu 2006/07 Zora Spuž przystąpiła do rozgrywek Drugiej crnogorskiej ligi.
 ** Po zakończeniu sezonu 2013/14 Zora Spuž wycofała się z rozgrywek Drugiej ligi w sezonie 2014/15.
 *** Zora Spuž wycofała się z rozgrywek Trećej ligi po 19 kolejkach (drużyna została rozwiązana).

## Sukcesy
- mistrzostwo Drugiej crnogorskiej ligi (III liga) (1): 2005 (awans do Prvej crnogorskiej ligi (II liga)).
- mistrzostwo Trećej crnogorskiej ligi (1): 2012 (awans do Drugiej crnogorskiej ligi, po wygranych barażach).
- mistrzostwo Trećej crnogorskiej ligi (1): 2009 (brak awansu do Drugiej crnogorskiej ligi, po przegranych barażach).
- wicemistrzostwo Crnogorskiej ligi (1): 2003.